# Belinograf

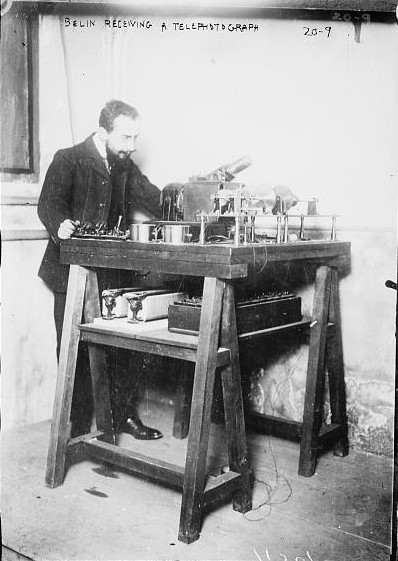
Édouard Belin vid belinografen

Belinograf var en apparat för att telegrafiskt överföra fotografier punkt för punkt. Den uppfanns 1907 av fransmannen Édouard Belin (1876-1963). Efter förbättringar kunde man den 5 augusti 1921 för första gången sända ett foto över Atlanten. 